# Világjárók (könyvsorozat, Franklin kiadó)
A Franklin Társulat Magyar Irodalmi Intézet és Könyvnyomda Rt. a két világháború között adta ki Budapesten Világjárók című könyvsorozatát a kor magyar és külföldi népszerű tudományos útleírásaiból válogatva.

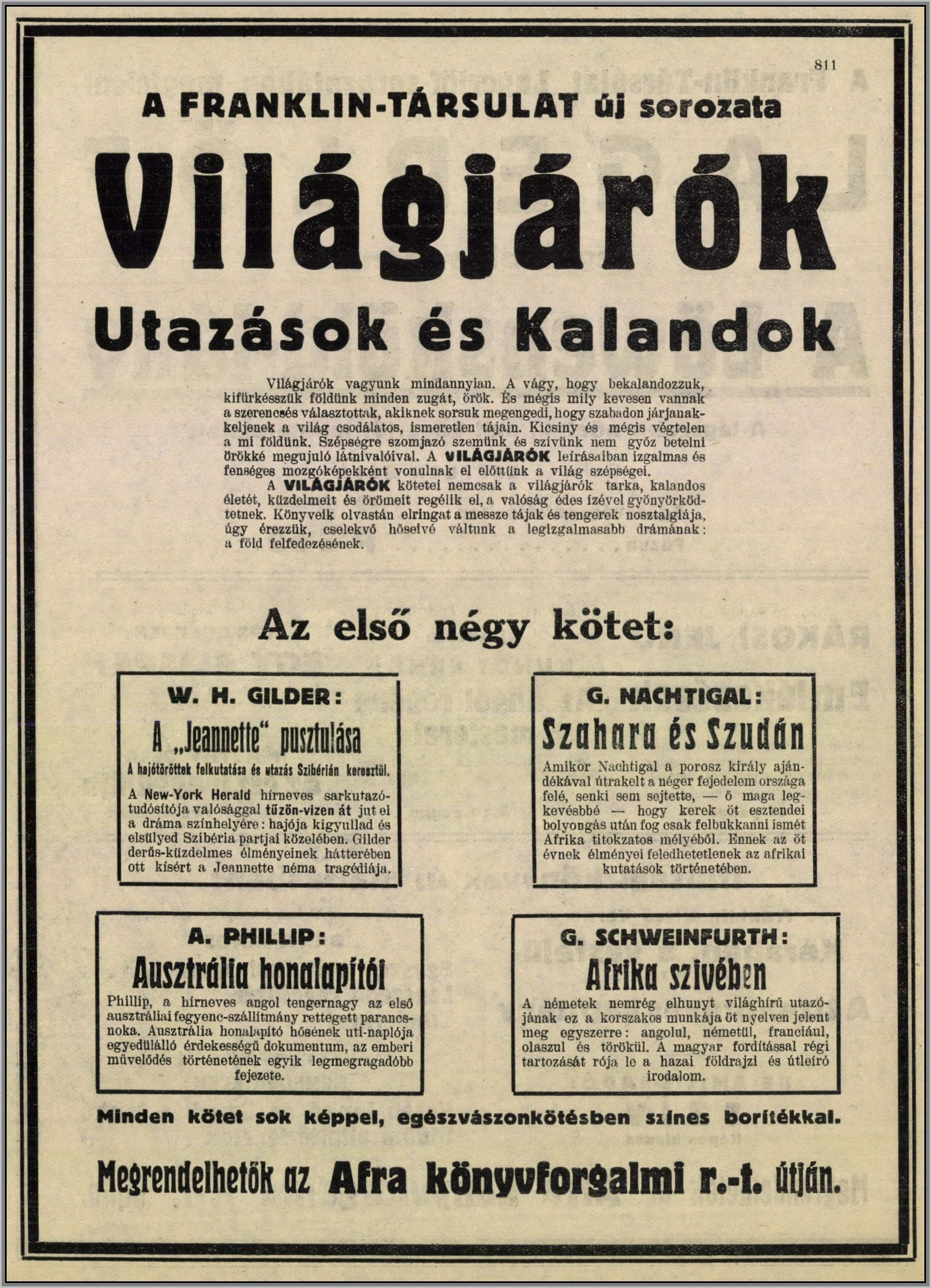
A Világjárók sorozat 1927-ben induló négy kötetéről ismertetés

A nagy fölfedezések hírére nálunk is megindultak a 18. században az első útleírások az almanachokban, kalendáriumokban és az első folyóiratokban. A legrégibb magyar útleírások sorozata Benkő Ferenc nagyenyedi tanár tollából látott napvilágot. E „mindenes” vállalkozás Benkő Ferenc professzornak a „Parnassusi időtöltés” című sorozata némely kötetében jelent meg „Napkeleti Utazók... az itthonülőknek” címmel. Ez a műfaj a 20. század elején éledt újra a kiadók tevékenységében.

## Története
„Világjárók címen új könyvsorozat indult meg, melynek kötetei — mint a szerkesztő célkitűzésében kifejti — »nemcsak a világjárók tarka, kalandos életét, küzdelmeit és örömeit regélik el; — a valóság édes ízével gyönyörködtetnek«. Könyveik olvastán elringat a messze tájak és tengerek nosztalgiája — úgy érezzük, cselekvő hőseivé váltunk a legizgalmasabb drámának: a föld felfedezésének. E szépen csengő program alátámasztásaképpen egyszerre négy kötettel jelent meg a könyvpiacon a kiadó. ... Halász Gyula lelkes buzgalma hozta létre a Világjárók köteteit is — ép úgy, mint a Hat világrészét —, aki fanatikus odaadással dolgozik azon, hogy a föld ismeretlen, megközelíthetetlen tájait, a felfedezések hőseit közelebb hozza a ma emberéhez.”
Mint írják, a sorozat darabjai komoly, tudományos értékű útleírások, s a magyar útleíró irodalom eddigi szegényes és elmaradott voltát mutatja az a tény, hogy a közzétett művek többsége évtizedekkel, vagy akár évszázaddal korábbi felfedezésekről készült beszámolók első magyar nyelvű megjelenései, „most jutottunk abba a helyzetbe, hogy anyanyelvén élvezheti a magyar közönség.”
A kötetek borítóját Basch Mihály tervezte stílusos vászonkötésűre, ugyanakkor a recenzens negatív véleményét fejezte ki a kötet vastagságát növelni szándékozó papírminőség és a reprodukciók több évtizede ismert volta miatt.
A kor kiadói szokásának megfelelően a megjelenés helyén (e sorozat esetében csaknem kizárólag Budapest) és a kiadó nevén túl a megjelenés éve a kötetekben nincs feltüntetve, így azok becsültek, illetve más forrásból pótoltak.
Az 1960-as években indult egy hasonló sorozat a Gondolat Könyvkiadó gondozásában.

## A sorozat egyes darabjai
- Arthur Phillip: Ausztrália honalapítói; fordította és bevezette Halász Gyula [1927]. - 135, [2] p., [1] térk., ill.; 21 cm
- Georg Schweinfurth: Afrika szívében; fordította Halász Gyula [1927]. - 163, [2] p., [1] térk., ill.; 21 cm
- Gustav Nachtigal: Szahara és Szudán. Fordította Halász Gyula, [1927]. - 162, [6] p. [1] térk., ill.; 20 cm
- William H. Gilder: A Jeannette pusztulása : a hajótöröttek felkutatása és utazás Szibérián keresztül. Fordította Halász Gyula, [1927]. - 130, [4] p. 21 kép, 1 térk.; 20 cm
- Sven Hedin: Belső-Ázsia küszöbén, 1890-1891, fordította Halász Gyula, [1928]. - 135, [5] p., 10 t., ill.; 20 cm
- L. V. Mansilla: A pampák utolsó vad indiánjai, fordította Halász Gyula, [1928]. - 141, [3] p., 8 t., ill.; 20 cm
- Mungo Park: A Gambiától a Nigerig, fordította Halász Gyula, [1929]. - 143, [1] p., 8 t., ill.; 20 cm
- Arthur Berger: Az örök tavasz szigetein: Hawaii, fordította Halász Gyula, [1929]. - 129, [3] p., 9 t., ill.; 20 cm
- Georg Wegener: Egy világjáró emlékeiből, fordította Halász Gyula, [1929]. - 134, [2] p., 10 t., 1 térk., ill.; 20 cm
- Sven Hedin: Első utam Ázsiába, fordította Halász Gyula, [1930]. - 138, [6] p., [16] t., [1] t.fol., ill.; 20 cm
- Vilhjalmur Stefansson: Amerika legészakibb tájain, fordította Halász Gyula, [1930]. - 147, [5] p., 9 t., ill.; 20 cm
- Walter V. Rummel: Napsütötte országokban: bolyongás Japánban és a Csendes-óceán szigetein, fordította Halász Gyula, [1930]. - 130, [6] p., 9 t., ill.; 20 cm
- Georg Wegener: Szálljatok velem!: egy világjáró újabb emlékei, fordította Halász Gyula, [1930]. - 139, [5] p., 12 t. , ill.; 20 cm
- Hans Meyer: Dél-Amerika hegyóriása, fordította M. Márki Mária, [1930]. - 150, [10] p., 10 t., ill.; 20 cm
- Emil Holub: Tizenegy év Dél-Afrikában, fordította Halász Gyula [1930]. - 140, [4] p., 11 t., ill.; 20 cm
- Philipp Berges: A föld csodái: Ázsia, Óceánia, Amerika, fordította Házsongárdy Gábor, Debrecen, [1930]. - 158, [2] p., 10 t., ill.; 20 cm
- Garcilaso de la Vega: Az inka birodalom, fordította Halász Gyula, [1930]. - 142 p., 9 t., ill.; 20 cm
- John Hagenbeck: India szigetvilága: Ceylontól Szumátráig, fordította Halász Gyula, [1930]. - 136, [8] p., 10 t.. ill.; 20 cm
- Andreas Reischek: A maórik földjén : tizenkét év Új-Zéland szigetein, fordította Halász Gyula, [1930]. - 135, [9] p., 9 t., ill.; 20 cm
- Hermann Norden: Ez Abesszínia, fordította Soproni Béla, [1935]. - 159 p., 20 t., 1 térk., ill.; 20 cm
- Patrick Reginald Chalmers (összeállította): A walesi herceg keletafrikai vadászútja : a walesi herceg naplója alapján összeállította — —. Fordította Baktay Ervin, [1935]. - 221, [3] p., 12 t., ill.; 20 cm
- Albert Schweitzer: Orvos az őserdőben; fordította Klopstock Gizella, előszó: Győrkovács László, [1936]. - 165, [3] p., 17 t., ill.; 21 cm
- Kessler Hubert: Barlangok mélyén. Lambrecht Kálmán előszavával. [1936]. - 134, [2] p., 36 t.: ill.; 21 cm.
- Herbert Rittlinger: Kajakosok - előre! – utazás gumisajkán a Kárpátoktól a vad Kurdisztánba, fordította Félegyházy Endre, [1936]. - 152, [2] p., 34 t., 2 térk., ill.; 21 cm
- Incze Antal: Rio Grande – Trieszt. [1937]. - 148 p., 12 t., ill.; 21 cm
- Bengt Berg: Vándormadarakkal Afrikába, fordította Lambrecht Kálmán, Uray Mária. - Debrecen, [1937]. - 125, [3] p., 11 t., ill.; 21 cm
- Vittorio Mussolini: Légi háború Abesszíniában, fordította Brelich Mario, [1937]. - 112 p., 10 t., ill.; 21 cm
- Kovrig János: A sárga kontinensen Déltől Északig, [1937]. - 163, [1] p., 10 t., ill.; 21 cm
- Cholnoky Béla: Gróf Teleki Sámuel útja Kelet-Afrikában, [1937]. - 137, [7] p., 10 t., [1] térk., ill.; 20 cm
- Foller Hermann: A napsütéses Jáva, fordította F. Rétay Margit, [1937]. - 148, [2] p., 12 t., ill.; 21 cm (1937)
- A. W. Roberts: Kaland az Óceánon, fordította Kertész K. Róbert, [1937]. - 158, [2] p., 8 t., ill.; 21 cm
- Tasnádi Kubacska András: Báró Nopcsa Ferenc kalandos élete, [1937]. - 143, [1] p., 10 t., ill.; 20 cm
- Nyisztor Zoltán: Kalandozás a Balkánon, [1940]. - 210, [2] p., 12 t.,: ill.; 21 cm
- Cser László: Pekingi séták, [1941]. - 172, 10 t., ill.; 21 cm